# Jabkanec
Jabkanec (l.mn. jabkance) – placek ziemniaczany nadziewany twarogiem, charakterystyczny dla kuchni okolic Czeskiej Trzebowej. 
Ziemniaki należy ugotować w łupinach, a następnie dopiero obrać i utrzeć z dodatkiem soli. Uzyskane ciasto następnie rozwałkować, wyciąć kręgi szklanką lub gankiem, napełnić słodkim twarogiem i skleić podobnie jak polskie pierogi. Po upieczeniu gotowe jabkance wkłada się do misy, dodaje masła i posypuje cukrem. W nowszych wersjach spotyka się jabkance smażone na patelniach teflonowych bez tłuszczu.
Nazwa dania pochodzi od lokalnej, archaicznej nazwy ziemniaków w rejonie Czeskiej Trzebowej – ziemne jabłka. W listopadzie odbywa się w mieście tradycyjny festyn Jabkancová pouť, związany z obchodami dnia św. Katarzyny. 